# Gaudry
Gaudry († 25. April 1112 in Laon) wurde als Bischof von Laon beim Volksaufstand von Laon erschlagen.
Er ließ sich von den Bürgern der Stadt Laon für seine Zustimmung zu einer kommunalen Verfassung bezahlen, die in seiner Abwesenheit von seinen Vertretern ausgehandelt worden war. 1112 ließ er diese Charta von König Ludwig VI. wieder abschaffen, indem er ihm für die Genehmigung dieser Charta mehr bot als die Bürger der Stadt. Den finanziellen Aufwand für dieses höhere Gebot wollte er mittels einer Steuer, die er den Bürgern auferlegen wollte, beschaffen. Bei einem Aufstand wurde er daraufhin erschlagen.
Die Charta wurde 1128 von Ludwig VI. teilweise wieder in Kraft gesetzt.

## Belege
- Alain Saint-Denis: Insurrection communale de Laon et assassinat de l’évêque Gaudry. Archives de France, 2012, abgerufen am 2. Februar 2016 (französisch).

| Personendaten    | Personendaten    |
| ---------------- | ---------------- |
| NAME             | Gaudry           |
| KURZBESCHREIBUNG | Bischof von Laon |
| GEBURTSDATUM     | 11. Jahrhundert  |
| STERBEDATUM      | 25. April 1112   |
| STERBEORT        | Laon             |